# Saint-Cirgues (Lot)
Saint-Cirgues település Franciaországban, Lot megyében. Lakosainak száma 323 fő (2022. január 1.). Saint-Cirgues Maurs, Quézac, Gorses, Lauresses, Linac, Montet-et-Bouxal, Prendeignes és Sabadel-Latronquière községekkel határos.

## Népesség
A település népessége az elmúlt években az alábbi módon változott:
| Lakosok száma | 595  | 507  | 421  | 388  | 364  | 352  | 350  | 334  | 330  | 323  |
|               | 1968 | 1982 | 1990 | 2006 | 2013 | 2015 | 2017 | 2019 | 2020 | 2022 |